# Izbeglii, Plovdiv
Izbeglii (în bulgară Избеглии) este un sat în comuna Asenovgrad, regiunea Plovdiv,  Bulgaria. 

## Demografie
Componența etnică a satului Izbeglii
     Bulgari (96,64%)
     Nicio identificare (2,55%)
     Altele (0,8%)
La recensământul din 2011, populația satului Izbeglii era de 745 locuitori. Din punct de vedere etnic, majoritatea locuitorilor (96,64%) erau bulgari. Pentru 2,55% din locuitori nu este cunoscută apartenența etnică.